# マルセイユメトロ1号線
1号線（1ごうせん、Ligne 1）は、マルセイユ交通局（RTM）の運営するフランス・マルセイユのメトロ（地下鉄）路線の一つ。マルセイユ市内北東部のラ・ロゼ＝テクノポール・ドゥ・シャトー＝ゴンベール駅と、市内東部のラ・フラジェール駅を結ぶ。1977年に開業。

## 概要
市の北東部 (ラ・ローズ、レ・シャルトルー)から中心部 (サンク・アベニュー、旧港、プレフェクチュール)、そして東部地区 (ラ・ブランカルド、サン ・バルナベ) を結ぶU字型の路線である。

1号線の路線図

## 歴史
- 1977年11月26日：ラ・ロゼ＝テクノポール・ドゥ・シャトー＝ゴンベール駅（フランス語版）〜サン＝シャルル駅間が開通。
- 1978年3月11日：サン＝シャルル駅〜カステラーヌ駅（フランス語版）間が延伸。
- 1992年9月5日：カステラーヌ駅〜ラ・ティモーヌ駅（フランス語版）間が延伸。
- 2010年5月5日：ラ・ティモーヌ駅〜ラ・フラジェール駅（フランス語版）間が延伸。

## 駅一覧
| 駅名                                                 | 駅名                                  | 接続路線                                                                            | 所在地     | 所在地 |
| ---------------------------------------------------- | ------------------------------------- | ----------------------------------------------------------------------------------- | ---------- | ------ |
| ラ・ロゼ＝テクノポール・ドゥ・シャトー＝ゴンベール駅 | La Rose Technopôle de Château-Gombert |                                                                                     | マルセイユ | 13区   |
| フレ＝ヴァロン駅                                     | Frais-Vallon                          |                                                                                     | マルセイユ | 13区   |
| マルパセ駅                                           | Malpassé                              |                                                                                     | マルセイユ | 13区   |
| サン＝ジュスト＝オテル・ドゥ・デパルトマン駅         | Saint-Just Hôtel du département       |                                                                                     | マルセイユ | 13区   |
| シャルトリュー駅                                     | Chartreux                             |                                                                                     | マルセイユ | 4区    |
| サンク＝アヴニュー＝ロンシャン駅                     | Cinq-Avenues - Longchamp              | トラム： 2号線                                                                      | マルセイユ | 4区    |
| リフォルメ＝カヌビエール駅                           | Réformés - Canebière                  | トラム： 2号線                                                                      | マルセイユ | 1区    |
| サン＝シャルル駅                                     | Saint-Charles                         | メトロ： 2号線 フランス国鉄：TGV、アンテルシテ、TER（マルセイユ・サン＝シャルル駅） | マルセイユ | 1区    |
| コルベア＝オテル・ド・レジオン駅                     | Colbert Hôtel de région               |                                                                                     | マルセイユ | 1区    |
| ヴュー＝ポルト＝オテル・ド・ヴィル駅                 | Vieux-Port Hôtel de ville             |                                                                                     | マルセイユ | 1区    |
| エストランジェン＝プレフェクチュール駅               | Estrangin Préfecture                  |                                                                                     | マルセイユ | 6区    |
| カステラーヌ駅                                       | Castellane                            | メトロ： 2号線 トラム： 3号線                                                       | マルセイユ | 6区    |
| バイユ駅                                             | Baille                                |                                                                                     | マルセイユ | 5区    |
| ラ・ティモーヌ駅                                     | La Timone                             |                                                                                     | マルセイユ | 5区    |
| ラ・ブランキャード駅                                 | La Blancarde                          | トラム： 1号線、 2号線 フランス国鉄：TER（マルセイユ・ブランキャード駅）            | マルセイユ | 4区    |
| ルイ・アルマン駅                                     | Louis Armand                          |                                                                                     | マルセイユ | 12区   |
| サン＝バルナバ駅                                     | Saint-Barnabé                         |                                                                                     | マルセイユ | 12区   |
| ラ・フラジェール駅                                   | La Fourragère                         |                                                                                     | マルセイユ | 12区   |

- 全線各駅停車、快速運転はない。